# Roseland NYC Live
Roseland NYC Live  — концертний альбом англійського гурту електронної музики Portishead. Він вийшов 2 листопада 1998 року на лейблі Go! Beat. Того ж року вийшло VHS-відео у форматі PAL, а через чотири роки — DVD-версію. Хоча у відео зазначено, що у записі брав участь Нью-Йоркський філармонічний оркестр, жоден з музикантів не є її членом, як і в аудіоальбомі.

## Зміст
Продюсером альбому виступив Рік Сімпсон.
На відміну від CD, всі треки на DVD були записані в Roseland Ballroom. DVD-версія має розділ бонусів, що містить відеокліпи на пісні «Numb», «Sour Times», «All Mine», «Over» і «Only You», а також короткометражні фільми «Road Trip» і «Wandering Star» та короткометражний фільм Portishead To Kill a Dead Man.

## Трек-лист
| Видання 1998 року | Видання 1998 року  | Видання 1998 року |
| #                 | Назва              | Тривалість        |
| ----------------- | ------------------ | ----------------- |
| 1.                | «Humming»          | 6:28              |
| 2.                | «Cowboys»          | 5:03              |
| 3.                | «All Mine»         | 4:02              |
| 4.                | «Mysterons»        | 5:41              |
| 5.                | «Only You»         | 5:22              |
| 6.                | «Half Day Closing» | 4:14              |
| 7.                | «Over»             | 4:13              |
| 8.                | «Glory Box»        | 5:37              |
| 9.                | «Sour Times»       | 5:21              |
| 10.               | «Roads»            | 5:51              |
| 11.               | «Strangers»        | 5:20              |

| Відео-видання | Відео-видання      | Відео-видання |
| #             | Назва              | Тривалість    |
| ------------- | ------------------ | ------------- |
| 1.            | «Humming»          |               |
| 2.            | «Cowboys»          |               |
| 3.            | «All Mine»         |               |
| 4.            | «Half Day Closing» |               |
| 5.            | «Over»             |               |
| 6.            | «Only You»         |               |
| 7.            | «Seven Months»     |               |
| 8.            | «Numb»             |               |
| 9.            | «Undenied»         |               |
| 10.           | «Mysterons»        |               |
| 11.           | «Sour Times»       |               |
| 12.           | «Elysium»          |               |
| 13.           | «Glory Box»        |               |
| 14.           | «Roads»            |               |
| 15.           | «Strangers»        |               |
| 16.           | «Western Eyes»     |               |

| Перевидання 2023 року | Перевидання 2023 року | Перевидання 2023 року |
| #                     | Назва                 | Тривалість            |
| --------------------- | --------------------- | --------------------- |
| 1.                    | «Humming»             | 6:32                  |
| 2.                    | «Cowboys»             | 4:57                  |
| 3.                    | «All Mine»            | 4:01                  |
| 4.                    | «Mysterons»           | 5:43                  |
| 5.                    | «Only You»            | 5:21                  |
| 6.                    | «Half Day Closing»    | 4:04                  |
| 7.                    | «Over»                | 4:11                  |
| 8.                    | «Glory Box»           | 5:31                  |
| 9.                    | «Sour Times»          | 4:00                  |
| 10.                   | «Roads»               | 5:30                  |
| 11.                   | «Strangers»           | 5:17                  |
| 12.                   | «Undenied»            | 4:31                  |
| 13.                   | «Numb»                | 4:36                  |
| 14.                   | «Western Eyes»        | 4:08                  |

## Персоналії

### Portishead
- Джефф Барроу — електрофон (всі треки, окрім 6); ударні (6); музичний керівник
- Бет Гіббонс — вокал
- Адріан Атлі — Moog (1, 6); гітара (всі треки, окрім 1); музичний керівник, оркестрові аранжування

### Сесійні музиканти
- Джон Бегготт — клавішні
- Джим Барр — бас
- Джон Корник — тромбон (1, 3, 5, 11)
- Дейв Форд — труба (1, 3, 11); флюгельгорн (5)
- Вілл Грегорі — гобой (1); баритон-саксофон (3, 5, 11)
- Енді Хейг — труба (1, 3, 11); флюгельгорн (5)
- Бен Вагорн — альтова флейта (1, 5, 11); саксофон-альт (3, 5, 11)
- Клайв Дімер — ударні (всі треки, окрім 1 та 6); перкусія (6)
- Енді Сміт — електрофон (6)
- Нік Інгман — дирижер (1–8, 11); оркестрові аранжуванн
- Нью-Йоркський філармонічний оркестр — оркестр (1–8, 11)

### Технічний персонал
- Portishead — продакшн (всі треки, окрім 9 та 10)
- Дейв Макдональд — звукорежисер у залі
- Кейт Грант — звукорежисер
- Ян Хаффем — звукорежисер (всі треки, окрім 9 and 10)
- Рік Сімпсон — звукорежисер
- Джон Томпсон — технік сцени
- Хью Вільямс — технік сцени
- Andy Taylor — concert sound
- Джефф Хоффбергер — концертний звук
- Дейв Хьюітт — інженер запису
- Шон МакКлінток — інженер запису
- Філ Гітомер — інженер запису
- Ойстейн Халворсен — інженер (10)
- Ерік Ллойд Волкофф — продакшн (10)
- Пол Рід — асистент інженера (9, 10)
- Джефф БАрроу — продакшн (9, 10)
- Адріан Атлі — продакшн (9, 10)
- Джон Нілсон — інженер (9)

### Художнє офорлмення
- Сара Шерлі-Прайс — дизайн